# Rožni Dol
Rožni Dol – wieś w Słowenii, w gminie Semič. W 2018 roku liczyła 51 mieszkańców.